# Municipio Collana
Das Municipio Collana liegt im Departamento La Paz im südamerikanischen Anden-Staat Bolivien.

## Lage im Nahraum
Das Municipio Collana ist eines von sieben Municipios der Provinz Aroma und liegt im nordwestlichen Teil der Provinz. Es grenzt im Nordwesten an die Provinz Ingavi, im Westen an die Provinz Pacajes, im Südosten an das Municipio Colquencha und im Nordosten an das Municipio Calamarca.
Das Municipio hat 12 Ortschaften (localidades), der zentrale Ort des Municipios ist Collana mit 2064 Einwohnern (Volkszählung 2012) im zentralen Teil des Municipios.

## Geographie
Das Municipio Collana liegt auf dem bolivianischen Altiplano auf einer mittleren Höhe von 3900 m, zwischen den Anden-Gebirgsketten der Cordillera Occidental im Westen und der Cordillera Central im Osten. Die Region weist ein ausgeprägtes Tageszeitenklima auf, bei dem die Temperaturschwankungen im Tagesverlauf deutlicher ausfallen als im Jahresverlauf.
Die mittlere Durchschnittstemperatur des Municipio liegt bei 10 °C (siehe Klimadiagramm Colquencha), die Monatsdurchschnittstemperaturen schwanken nur unwesentlich zwischen 7 °C im Juni/Juli und knapp 12 °C im November. Der Jahresniederschlag beträgt etwa 500 mm, die Monatsniederschläge liegen zwischen unter 10 mm in der Trockenzeit von Mai bis August und 125 mm im Januar.

## Bevölkerung
Die Einwohnerzahl des Municipios Collana ist zwischen 1992 und 2024 auf fast das Dreifache angestiegen:
| Jahr | Einwohner | Quelle       |
| ---- | --------- | ------------ |
| 1992 | 2024      | Volkszählung |
| 2001 | 2927      | Volkszählung |
| 2012 | 5042      | Volkszählung |
| 2024 | 5525      | Volkszählung |

Das Municipio hatte bei der letzten Volkszählung im Jahr 2024 eine Bevölkerungsdichte von 53,1 Einwohnern/km². Die Lebenserwartung der Neugeborenen lag im Jahr 2001 bei 56,7 Jahren, die Säuglingssterblichkeit war von 9,0 Prozent (1992) auf 8,7 Prozent im Jahr 2001 gesunken.
Der Alphabetisierungsgrad bei den über 19-Jährigen beträgt 94,0 Prozent, und zwar 97,6 Prozent bei Männern und 90,5 Prozent bei Frauen (2001).
89,9 Prozent der Bevölkerung sprechen Spanisch, 86,5 Prozent sprechen Aymara, und 0,1 Prozent Quechua. (2001)
72,5 Prozent der Bevölkerung haben keinen Zugang zu Elektrizität, 46,0 Prozent leben ohne sanitäre Einrichtung (2001).
71,9 Prozent der Haushalte besitzen ein Radio, 22,4 Prozent einen Fernseher, 37,0 Prozent ein Fahrrad, 1,8 Prozent ein Motorrad, 14,0 Prozent einen PKW, 0,5 Prozent einen Kühlschrank, 5,7 Prozent ein Telefon. (2001)

## Politik
Ergebnis der Regionalwahlen (concejales del municipio) vom 4. April 2010:
| Wahlberechtigte |  | Stimmen | gültig |  | MAS-IPSP | UN     | MSM    |
| --------------- |  | ------- | ------ |  | -------- | ------ | ------ |
| 1.496           |  | 1.371   | 923    |  | 516      | 237    | 170    |
|                 |  | 91,6 %  | 67,3 % |  | 55,9 %   | 25,7 % | 18,4 % |

Ergebnis der Regionalwahlen (elecciones de autoridades políticas) vom 7. März 2021:
| Wahl- berechtigte |  | Wahl- beteiligung | gültige Stimmen |  | MAS-IPSP | J.A.LLALLA.L.P. | MTS     | PBCSP  | UN     | SOL.BO | PDC    |
| ----------------- |  | ----------------- | --------------- |  | -------- | --------------- | ------- | ------ | ------ | ------ | ------ |
| 1.995             |  | 1.752             | 1.501           |  | 708      | 425             | 163     | 80     | 31     | 19     | 18     |
|                   |  | 87,82 %           | 85,67 %         |  | 47,17 %  | 28,31 %         | 10,86 % | 5,33 % | 2,07 % | 1,27 % | 1,20 % |

## Gliederung
Das Municipio untergliederte sich bei der letzten Volkszählung von 2012 in die folgenden drei Kantone (cantones):
- 02-1307-01 Kanton Collana – 5 Ortschaften – 3.086 Einwohner (2001: 1.936 Einwohner)
- 02-1307-02 Kanton Collana Uncallamaya – 3 Ortschaften – 689 Einwohner (2001: 726 Einwohner)
- 02-1307-03 Kanton Hichuraya Chico – 4 Ortschaften – 1.267 Einwohner (2001: 265 Einwohner)

## Ortschaften im Municipio Collana
- Kanton Collana
  - Collana 2064 Einw.

- Kanton Collana Uncallamaya
  - Uncallamaya 604 Einw.

- Kanton Hichuraya Chico
  - San Nicolás de Colquencha 647 Einw. – Hichuraya Chico 306 Einw.